# Свещарска гробница
Свещарската гробница е тракийски култов комплекс, разположен в Североизточна България, област Разград, Община Исперих, на 2,5 км югозападно от село Свещари (на турски: Мумджилар), на 42 км североизточно от Разград. Гробницата е обект от списъка на световното културно и природно наследство на ЮНЕСКО и е сред Стоте национални туристически обекта.

## Разкриване
Разкрита е в края на август 1982 г. при разкопаването на високата Гинина могила край селото. Откритието се превръща в археологическа сензация Ръководител на разкопките е доцент Мария Чичикова, която работи заедно с д-р Тотю Иванов. Представлява тракийско-елинистична гробница от първата половина на III в. пр.н.е. Това е царска гробница, в която вероятно е погребан гетският владетел Дромихет. Изградена е от гладко обработени каменни блокове от мек варовик.

## Устройство
Свещарската гробница се състои от коридор и три квадратни камери: преддверие, странично помещение и гробна камера, покрити с полуцилиндричен свод. Входът е украсен с колони с йонийски капители, а над тях лежи плоча с релефен фриз от стилизирани волски глави, розетки и гирлянди. Стените на гробната камера са оформени като колонада с колони, долепени до стената. Блоковете под свода се поддържат и от 10 кариатиди (женски фигури). Те са застанали с вдигнати ръце и са високи по 1,20 м. Облечени са в дълги, ситно надиплени дрехи без ръкави, препасани под гърдите с коланче. Краят на дрехите е силно подгънат и оформен като обърната чашка на цвете. Къдравите им коси се спускат надолу по раменете, а на главите си имат своеобразна кошница, наречена калатос. Косите, лицата и дрехите са били оцветени, запазена е тъмнокафява боя по тях. По статуите на кариатидите и по нарисуваната в люнета под свода сцена се разбира, че нито скулпторите, нито художниците са успели да завършат работата си. Тези детайли показват, че владетелят, за когото е била предназначена гробницата, е починал внезапно. Ръцете на някои от кариаридите са издялани грубо, а рисунката е очертана само с черна креда.

## Статут
Разкопаната гробница при Свещари не е изолирана. На протежение от 2 км са запазени 26 могили с различна големина. Целият район е обявен за археологически резерват. Посещението на гробницата се заплаща. През 1985 г., на сесията на Комитета за световно културно и природно наследство, състояла се в Париж, Франция, Свещарската гробница е включена в Списъка на световното културно и природно наследство на ЮНЕСКО.